# هاينر ويل
هاينر ويل (بالألمانية: Heinrich Will)‏ هو منافس ألعاب قوى ألماني، ولد في 22 أكتوبر 1926 في Reichenow-Möglin ‏ في ألمانيا، وتوفي في 18 أكتوبر 2009 في رندسبورغ في ألمانيا.

## وصلات خارجية
- هاينر ويل على موقع أوليمبيديا (الإنجليزية)